# NGC 2428
NGC 2428 – gromada otwarta znajdująca się w gwiazdozbiorze Rufy. Odkrył ją William Herschel 31 grudnia 1785 roku. Jest położona w odległości ok. 6,8 tys. lat świetlnych od Słońca.